# محمد حیدری ملایری
محمد حیدری ملایری (زاده: ۱۰ اردیبهشت ۱۳۲۶ ملایر - درگذشته: ۱۰ اسفند ۱۴۰۱ برابر ۱ مارس ۲۰۲۳ در پاریس) فیزیک‌دان و اخترشناس اهل ایران بود که از سال‌های پایانی دههٔ ۱۳۵۰ (۱۹۷۰ م) به فرانسه رفت و در آنجا زندگی و پژوهش کرد. وی در حوزه زبان‌شناسی و گویش‌ها نیز فعالیت داشت. یکی از دستاوردهای حیدری‌ملایری در رابطه با جرم بیشینه ستارگان بود. وی همچنین به زبان‌شناسی و تاریخ نیز علاقه داشت و با زبان‌های فارسی باستان، فارسی میانه، پارتی، اوستایی، سنسکریت، یونانی و لاتین آشنایی داشت، و دربارهٔ بیست گویش زبان فارسی پژوهش و مطالعه کرد. محمد حیدری ملایری پیش از حضورش در جایگاه یک اخترشناس، با ترجمهٔ دو کتاب اخترشناسی به نام «ستاره‌ها» (زیم و بیکر) و «شگفتی‌های آسمان شب» (زیگل) و نیز کتاب «ستاره‌ای به نام خورشید» (گاموف) شناخته می‌شود.
ملایری در رصدخانه پاریس به عنوان پژوهشگر فعالیت داشت. وی سرپرست گروهی از اخترفیزیک‌دانان بین‌المللی بود که در مورد پیدایش ستارگان پرجرم و تأثیر این ستارگان بر پیرامون‌شان پژوهش می‌کردند. همچنین نتایج مطالعات و پژوهش‌های چند سال اخیر او برپایه داده‌هایی بود که او با به‌کاربردن تلسکوپ فضایی هابل، متعلق به سازمان ناسا، به دست آورد. وی در سال ۱۳۶۴ خورشیدی (۱۹۸۵ میلادی) به گروه اخترشناسان رصدخانه جنوبی اروپا (ESO) که در شیلی قرار دارد، پیوست. اقامت او در شیلی ۷ سال به طول انجامید و در ضمن فعالیت‌های پژوهشی‌اش از ۱۳۶۷ تا ۱۳۷۰، معاونت دپارتمان اخترشناسی رصدخانه اروپایی را هم به‌عهده داشت. وی همچنین مقالاتی در حوزه ستاره‌شناسی نوشت. ملایری همچنین یک واژه‌نامه چندزبانه اخترشناسی و اخترفیزیک نیز تألیف کرد.

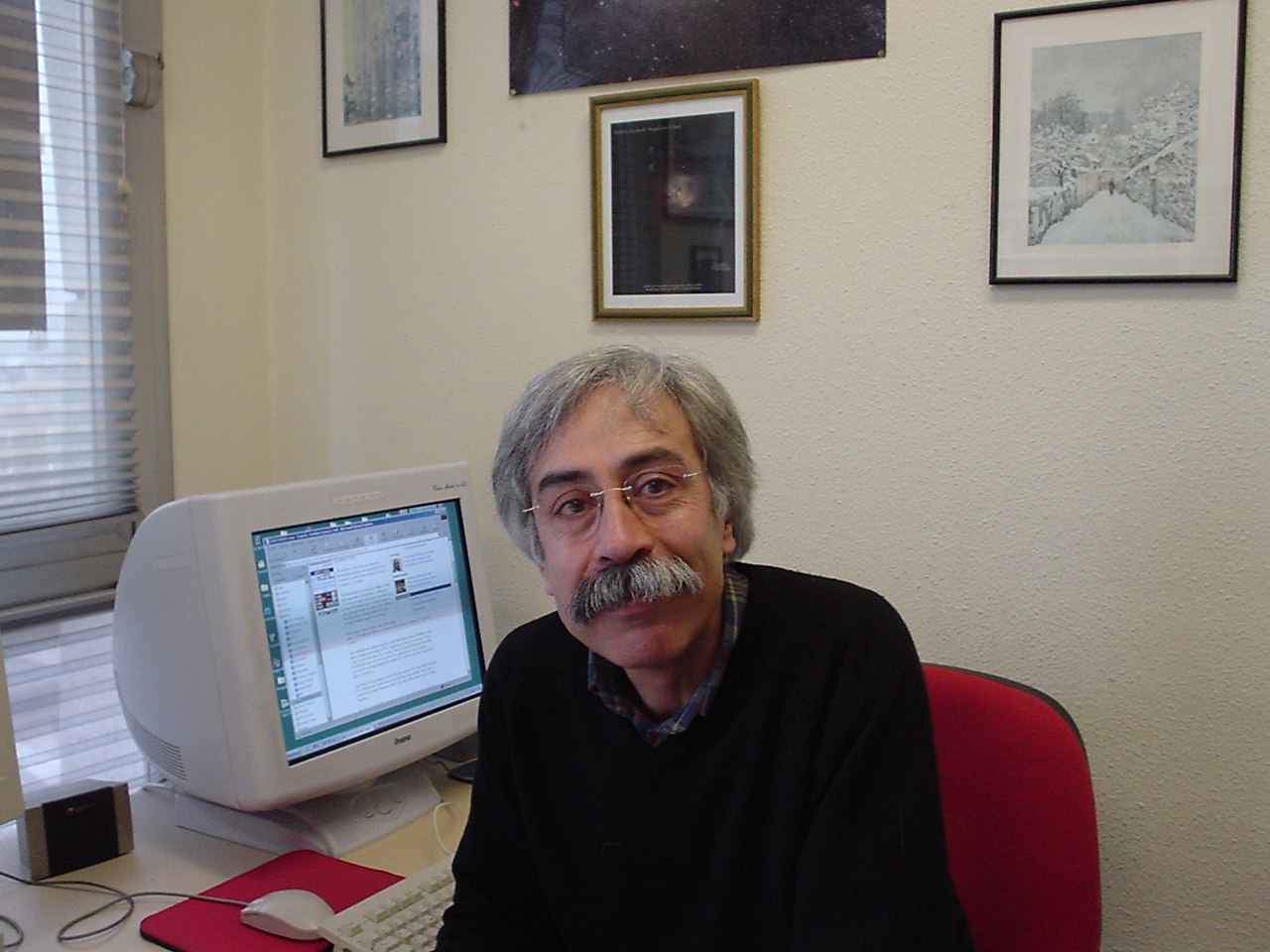
دکتر محمد حیدری ملایری در دفتر کارش در نپاهشگاه پاریس

## زندگی
محمد حیدری ملایری در ۱۰ اردیبهشت سال ۱۳۲۶ در ملایر زاده شد. او کلاس‌های اول و دوم دبستان را در ملایر گذراند و سپس با خانواده‌اش به تهران رفتند. وی در سال ۱۳۴۵ کارشناسی خود را در رشتهٔ فیزیک از دانشگاه تهران دریافت کرد. سپس به سربازی رفت و دورهٔ خدمت سربازی را با درجهٔ ستوان دوم در رستهٔ توپخانه گذراند، او سه سال هم در مؤسسهٔ انتشارات فرانکلین به ویراستاری کتاب‌های وابسته به دانش فیزیک پرداخت و در این مدت بیش از ۱۰ عنوان کتابِ فیزیک و اخترشناسی را از انگلیسی به فارسی ترجمه کرد. در سال ۱۳۵۳ (۱۹۷۴ م) با بورس دولت فرانسه به پاریس رفت تا در رشته‌های اخترشناسی و اخترفیزیک در دانشگاه پاریس تحصیل کرد. او در سال ۱۳۵۸ (۱۹۷۹ م) مدرک دکترای سیکل سوم خود و سپس در سال ۱۳۶۲ (۱۹۸۳ م) دکتری دولتی را - که بالاترین مدرک تحصیلی در فرانسه به‌شمار می‌رود - از دانشگاه پاریس گرفت. در سال ۱۳۵۹ (۱۹۸۰ م)، موفق به دریافت کرسی رسمی «اخترشناس» در رصدخانه پاریس شد. حیدری ملایری در سال ۱۳۶۴ (۱۹۸۵ م) با گذراندن کنکور به گروه اخترشناسان رصدخانه بزرگ اروپا (ESO) پیوست که در کشور شیلی در آمریکای جنوبی جای دارد. او به مدت ۷ سال تا سال ۱۳۷۱ (۱۹۹۲ م) در آنجا به پژوهش مشغول بود.

## اخترفیزیک
محمد حیدری ملایری در سال ۱۳۶۲ (۱۹۸۳ م) در جریان پژوهش‌های پایان‌نامه دکتری خود، جسم‌های ناشناخته‌ای را در دو کهکشان، که ابرهای ماژلان Magellanic Clouds خوانده می‌شوند، کشف کرد. نتیجهٔ پژوهش‌های او در بیش از ۱۰۰ مقالهٔ علمی به چاپ رسیده است.

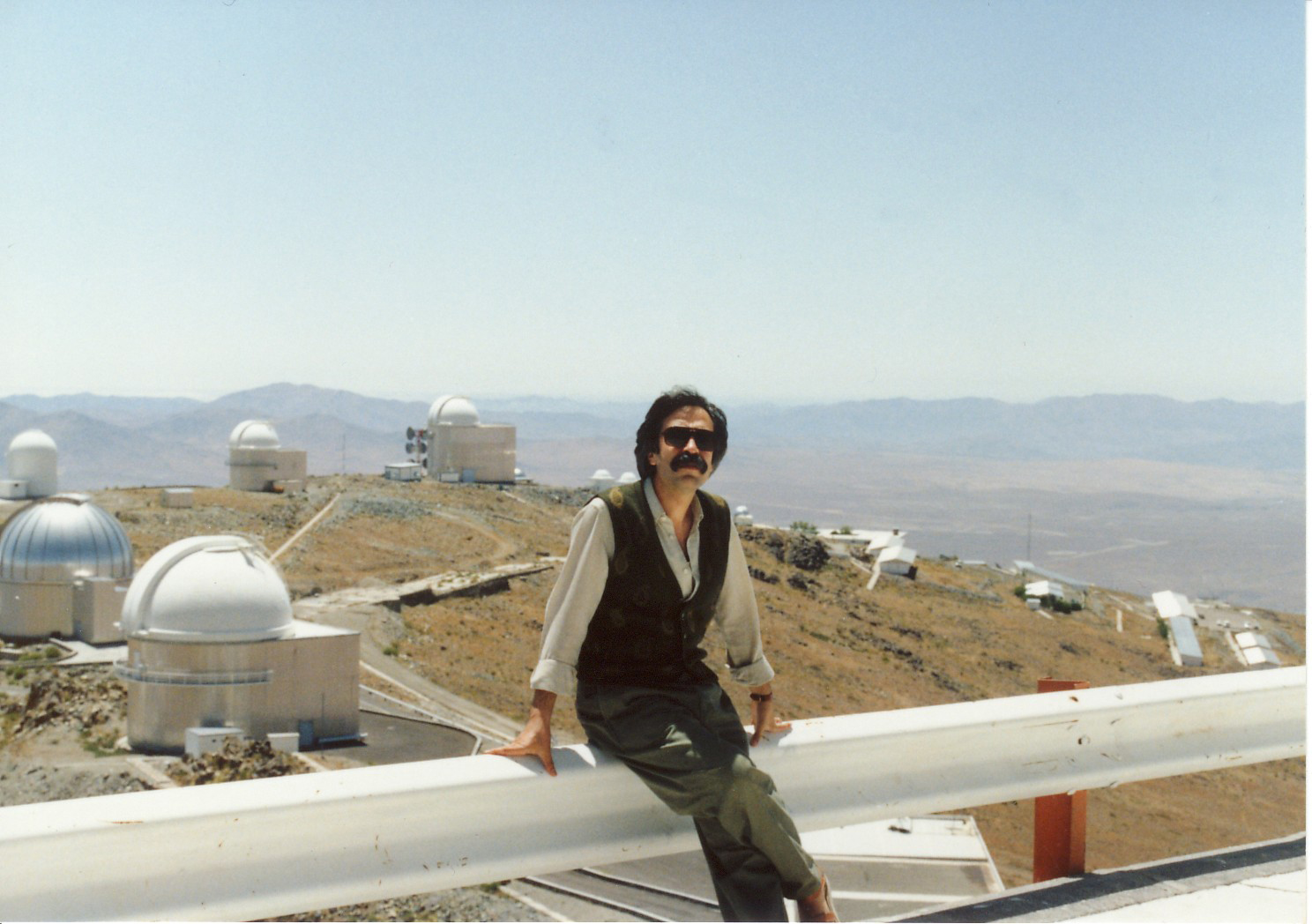
دکتر محمد حیدری ملایری در نپاهشگاه لاسیلا در کشور شیلی. او به مدت هفت سال از سال ۱۳۶۴ تا ۱۳۷۱ خورشیدی در شیلی مأموریت اخترشناسی داشت.

«جِرمِ بیشینهٔ ستارگان» یکی دیگر از نتایجِ پژوهش‌های حیدری ملایری به‌شمار می‌رود.

## زبان‌شناسی
محمد حیدری ملایری افزون بر اخترشناسی، به زبان‌شناسی و تاریخ نیز علاقه داشت و در این زمینه‌ها فعالیت داشت. به‌ویژه در زبان‌شناسی تطبیقی و ریشه‌شناسی زبان‌های هندواروپایی. او بر زبان‌های معاصر یعنی پارسی نو، انگلیسی، فرانسوی، و آلمانی به زبان‌های پارسی میانه (پهلوی)، فارسی باستان، اوستایی، سنسکریت، یونانی و لاتین آشنایی کامل داشت و پیرامون بیش از ۲۰ زبان و گویش ایرانی مطالعه کرده بود. او سال‌ها دربارهٔ سیستم اصطلاح‌شناسی علمی در زبان فارسی پژوهش کرد.

## آثار
از حیدری ملایری نزدیک به دویست مقالهٔ علمی و پژوهشی و نزدیک به ده جلد کتاب علمی به چاپ رسیده است. وی دست کم هشت جلد کتاب را به زبان فارسی ترجمه کرد از جمله:ستاره‌ای به نام خورشید اثر جورج گاموف.
فرهنگ ریشه‌شناختی اخترشناسی و اخترفیزیک دستاورد چند دهه پژوهش حیدری ملایری در زمینهٔ ریشه‌شناسی به ویژه در زبان‌های ایرانی (اوستایی، پارسی کهن، پارسی میانه، و دیگر زبان‌ها و گویش‌های ایرانی) است.
بزرگمهر لقمان به نقد فرهنگ ریشه‌شناختی اخترشناسی و اخترفیزیک و شیوهٔ کار محمد حیدری ملایری در زمینهٔ واژه‌سازی و واژه‌گزینی پرداخت و ایرادهایی وارد کرد از جمله:
- نودساتیریان؛ سخنی چند دربارهٔ واژه‌سازی و واژه‌گزینی اندر زبانِ پارسی: اوستانمایی[۹]
- ایرانی‌نماهای فرنگی یا فرنگی‌سازیِ پارسی[۱۰]
- دژآگاهی از زبان‌های آریایی (هندوایرانی)[۱۱]
- پشت یافتن از واژه‌نامه‌های ریشه‌شناختی[۱۲]
- واژه‌سازیِ بیرون از دستور[۱۳]
- نادیده گرفتنِ دستگاهِ آواییِ پارسی[۱۴]
- گویش‌نمایی و واژه‌های شترگاوپلنگ[۱۵]
- سخنی دربارهٔ دبیره‌[۱۶]